# Nati nel 1939/Settembre
| Questa pagina contiene informazioni ricavate automaticamente dalle voci biografiche con l'ausilio del template Bio e di un bot. L'aggiornamento è periodico e automatico e ricostruisce completamente la pagina. Se manca una persona in questa lista, sei pregato di non aggiungerla, ma accertati piuttosto che la sua voce biografica contenga il template Bio e che i dati anagrafici siano correttamente compilati. Se il template Bio manca, inseriscilo tu stesso o, in alternativa, metti l'avviso {{tmp\|Bio}} che ne segnala la mancanza. Se i dati riportati sono sbagliati, correggi direttamente la voce biografica; le modifiche saranno visibili in questa lista entro pochi giorni. Per chiarimenti vedi il progetto biografie. La lista contiene solo le 233 persone che sono citate nell'enciclopedia e per le quali è stato implementato correttamente il template Bio. Pagina aggiornata al 10 ago 2025. |

- 1º settembre - Ruggero Franceschini, arcivescovo cattolico italiano († 2024)
- 1º settembre - Günther Herrmann, calciatore tedesco († 2023)
- 1º settembre - Richard A. Horsley, biblista statunitense
- 1º settembre - Fabrizio Jovine, attore italiano († 2023)
- 1º settembre - Heini Messner, sciatore alpino e allenatore di sci alpino austriaco († 2023)
- 1º settembre - Dan Sullivan, giocatore di football americano statunitense († 2025)
- 1º settembre - Lily Tomlin, attrice e comica statunitense
- 2 settembre - Joachim Bäse, calciatore tedesco occidentale († 2020)
- 2 settembre - Theodore Dumitru, allenatore di calcio e dirigente sportivo rumeno († 2016)
- 2 settembre - Gianni Fabbri, architetto italiano
- 2 settembre - Ivar Jacobson, informatico svedese
- 2 settembre - Jack Lang, politico francese
- 2 settembre - Nicolino Locche, pugile argentino († 2005)
- 2 settembre - Manfred Matuschewski, ex mezzofondista tedesco
- 2 settembre - Henry Mintzberg, economista canadese
- 2 settembre - Domenico Romeo, politico italiano
- 2 settembre - Tito Solari Capellari, arcivescovo cattolico italiano
- 3 settembre - Vivi Bach, attrice e cantante danese († 2013)
- 3 settembre - Paolo Cirino Pomicino, ex politico italiano
- 3 settembre - Mary Ann DuChai, canoista statunitense
- 3 settembre - Shigenobu Fujimoto, pallanuotista giapponese
- 3 settembre - Marco Garzonio, giornalista, psicologo e saggista italiano
- 3 settembre - Antonio Mario Tamburro, chimico italiano († 2009)
- 4 settembre - Marta Aura, attrice messicana († 2022)
- 4 settembre - Mario Casoni, ex pilota automobilistico e imprenditore italiano
- 4 settembre - Jan Halldoff, regista e sceneggiatore svedese († 2010)
- 4 settembre - John Kennedy, ex calciatore nordirlandese
- 4 settembre - Valentina Lanfranchi, politica italiana
- 4 settembre - Achille Mauri, editore italiano († 2023)
- 4 settembre - Gabriele Rumi, imprenditore italiano († 2001)
- 5 settembre - Getulio Alviani, artista e docente italiano († 2018)
- 5 settembre - Donna Anderson, attrice statunitense
- 5 settembre - Claudette Colvin, attivista statunitense
- 5 settembre - William Devane, attore statunitense
- 5 settembre - Evgeni Jančovski, ex calciatore bulgaro
- 5 settembre - George Lazenby, attore e ex modello australiano
- 5 settembre - Ernesto Lopera, ex calciatore colombiano
- 5 settembre - Paul Nihill, marciatore britannico († 2020)
- 5 settembre - Clay Regazzoni, pilota automobilistico svizzero († 2006)
- 5 settembre - Alan Vest, ex calciatore neozelandese
- 6 settembre - Albert Bergamelli, criminale francese († 1982)
- 6 settembre - Enrico Bramati, ex calciatore italiano
- 6 settembre - David Allan Coe, cantautore e chitarrista statunitense
- 6 settembre - Gérard Fromanger, pittore, scultore e fotografo francese († 2021)
- 6 settembre - Susumu Tonegawa, biologo giapponese
- 6 settembre - Luigi Travaglino, arcivescovo cattolico e diplomatico italiano
- 7 settembre - Riccardo Del Turco, cantautore, musicista e produttore discografico italiano
- 7 settembre - Carl Dennis, poeta statunitense
- 7 settembre - Peter Gill, regista teatrale, drammaturgo e direttore artistico gallese
- 7 settembre - Piero Gratton, designer italiano († 2020)
- 7 settembre - David Griggs, astronauta statunitense († 1989)
- 7 settembre - Sue Lloyd, modella, attrice e ballerina britannica († 2011)
- 7 settembre - Stanislav Evgrafovič Petrov, militare sovietico († 2017)
- 8 settembre - Javier Cáceres, ex calciatore peruviano
- 8 settembre - Louis Gardel, scrittore, sceneggiatore e editore francese
- 8 settembre - Paolo Marcarini, pianista e compositore italiano
- 8 settembre - Michel Roche, cavaliere francese († 2004)
- 8 settembre - Maria Toni, imprenditrice italiana († 2016)
- 8 settembre - José Murilo de Carvalho, storico e saggista brasiliano († 2023)
- 9 settembre - Luisa Bongrani, egittologa e archeologa italiana († 2024)
- 9 settembre - Marcel Leborgne, calciatore e allenatore di calcio francese († 2007)
- 9 settembre - György Pólik, ex cestista ungherese
- 9 settembre - Reuven Rivlin, politico e avvocato israeliano
- 9 settembre - Mario Trebbi, calciatore e allenatore di calcio italiano († 2018)
- 9 settembre - John Van Antwerp Fine Jr., bizantinista, medievista e storico delle religioni statunitense
- 9 settembre - Ed Victor, editore statunitense († 2017)
- 10 settembre - Guido Clericetti, scrittore, disegnatore e autore televisivo italiano
- 10 settembre - Mike Dancis, cestista lettone († 2020)
- 10 settembre - Valerij Dikarev, calciatore e allenatore di calcio sovietico († 2001)
- 10 settembre - Dércio Gil, ex calciatore brasiliano
- 10 settembre - Cynthia Powell, artista e saggista britannica († 2015)
- 10 settembre - Greg Mullavey, attore statunitense
- 10 settembre - Piet Romeijn, ex calciatore olandese
- 10 settembre - Hans Sotin, basso tedesco
- 10 settembre - Giorgio Veneri, allenatore di calcio e calciatore italiano († 2023)
- 11 settembre - Felice Cesarino, storico dell'arte e scrittore italiano († 2025)
- 11 settembre - Mary Fagan, funzionaria britannica
- 11 settembre - Charles Geschke, imprenditore e informatico statunitense († 2021)
- 11 settembre - Alain Giletti, ex pattinatore artistico su ghiaccio francese
- 11 settembre - Germano Liberati, presbitero, docente e scrittore italiano († 2010)
- 11 settembre - John Lutz, scrittore statunitense († 2021)
- 11 settembre - Enzo Peri, regista e produttore cinematografico italiano
- 11 settembre - Anders Svela, allenatore di calcio e calciatore norvegese († 2010)
- 11 settembre - José Ricardo da Silva, calciatore brasiliano
- 12 settembre - Giovanni Anceschi, designer italiano
- 12 settembre - Romano Bagatti, ex calciatore italiano
- 12 settembre - Cesare Castellotti, giornalista italiano
- 12 settembre - Lorenzo Cortez, ex nuotatore filippino
- 12 settembre - Antonio Del Pennino, politico italiano
- 12 settembre - James Dugdale, II barone Crathorne, nobile inglese
- 12 settembre - Emil Mureșan, pallanuotista rumeno
- 12 settembre - Carlo Nembrini, alpinista italiano († 1973)
- 12 settembre - Katsuo Ōno, compositore giapponese
- 12 settembre - Nobuyuki Ōishi, ex calciatore giapponese
- 12 settembre - Mariano Rigillo, attore e doppiatore italiano
- 12 settembre - Henry Waxman, politico e avvocato statunitense
- 13 settembre - Arleen Auger, soprano statunitense († 1993)
- 13 settembre - Richard Kiel, attore statunitense († 2014)
- 13 settembre - Giovanni Rossino, politico italiano
- 13 settembre - Guntis Ulmanis, politico lettone
- 13 settembre - Joel Peter Witkin, fotografo statunitense
- 14 settembre - Ramón Barreto, arbitro di calcio uruguaiano († 2015)
- 14 settembre - Giovanni Brenna, allenatore di calcio e ex calciatore italiano
- 14 settembre - Joana Fomm, attrice brasiliana
- 14 settembre - Vito Gnutti, politico italiano († 2008)
- 14 settembre - Romano Mazzini, scultore e ceramista italiano († 2013)
- 14 settembre - John McKibbon, cestista canadese († 2024)
- 14 settembre - Pier Luigi Pizzaballa, ex calciatore italiano
- 14 settembre - Ken Rice, giocatore di football americano statunitense († 2020)
- 14 settembre - Renato Scarpa, attore italiano († 2021)
- 14 settembre - Andrea Vecchio, imprenditore e ex politico italiano
- 15 settembre - Emilio Cappuccio, attore e doppiatore italiano
- 15 settembre - Elizabeth Odio Benito, giudice costaricana
- 16 settembre - Breyten Breytenbach, scrittore, pittore e attivista sudafricano († 2024)
- 16 settembre - Ricardo A. Broglia, fisico argentino († 2022)
- 16 settembre - Andrei Colompar, pianista e compositore romeno († 2006)
- 16 settembre - Bill McGill, cestista statunitense († 2014)
- 16 settembre - Allan Scott, sceneggiatore e produttore cinematografico britannico
- 16 settembre - Roger Westman, architetto britannico († 2020)
- 17 settembre - Marcello De Cecco, economista italiano († 2016)
- 17 settembre - Mariano Díaz, ciclista su strada spagnolo († 2014)
- 17 settembre - Tomaso Kemeny, poeta, scrittore e critico letterario ungherese
- 17 settembre - Kim Ki-soo, pugile sudcoreano († 1997)
- 17 settembre - Vladimir Men'šov, attore e regista sovietico († 2021)
- 17 settembre - Joe Pistone, ex agente segreto e scrittore statunitense
- 17 settembre - Hugo Santilli, dirigente sportivo argentino
- 17 settembre - David Souter, giurista e magistrato statunitense († 2025)
- 18 settembre - Michela Buscemi, attivista italiana
- 18 settembre - Gert Dörfel, ex calciatore tedesco
- 18 settembre - Ken Hale, allenatore di calcio e calciatore inglese († 2015)
- 18 settembre - Jorge Sampaio, politico portoghese († 2021)
- 18 settembre - Kinuko Tanida, pallavolista giapponese († 2020)
- 19 settembre - Andrea Canevaro, pedagogista e editore italiano († 2022)
- 19 settembre - Babben Enger-Damon, ex fondista norvegese
- 19 settembre - Bruno Landi, politico italiano
- 19 settembre - Italo Mussa, critico d'arte italiano († 1990)
- 19 settembre - Rita Savagnone, attrice, doppiatrice e direttrice del doppiaggio italiana
- 19 settembre - Carl Schultz, regista ungherese
- 20 settembre - Norma Gladys Cappagli, modella argentina († 2020)
- 20 settembre - Esther Gitman, scrittrice e storica statunitense
- 20 settembre - Sandro Joan, calciatore italiano († 2015)
- 20 settembre - Peter Radford, ex velocista britannico
- 20 settembre - Ryōzō Suzuki, ex calciatore giapponese
- 21 settembre - Cané, allenatore di calcio e ex calciatore brasiliano
- 21 settembre - Giulio Conti, politico italiano
- 21 settembre - Margaret Doody, scrittrice canadese
- 21 settembre - Hiroshi Ishii, ex nuotatore giapponese
- 21 settembre - Siegfried Schauzu, pilota motociclistico tedesco
- 21 settembre - Basil Myron Schott, arcivescovo cattolico statunitense († 2010)
- 21 settembre - Vladimír Weiss, calciatore e allenatore di calcio cecoslovacco († 2018)
- 21 settembre - Eliseo Zerlin, ex calciatore italiano
- 22 settembre - Hans Feurer, fotografo svizzero († 2024)
- 22 settembre - Antonio Gallus, aviatore e ufficiale italiano († 1981)
- 22 settembre - Eduardo Grispo, calciatore argentino († 2016)
- 22 settembre - Elvio Guagnini, critico letterario e saggista italiano
- 22 settembre - Marian Kasprzyk, ex pugile polacco
- 22 settembre - Mike Perry, allenatore di pallacanestro statunitense († 2002)
- 22 settembre - Mike Sullivan, politico statunitense
- 22 settembre - Junko Tabei, alpinista giapponese († 2016)
- 23 settembre - Roy Buchanan, chitarrista statunitense († 1988)
- 23 settembre - Libero Casali, ex tiratore a segno sammarinese
- 23 settembre - Maria Pia Di Meo, attrice, doppiatrice e direttrice del doppiaggio italiana
- 23 settembre - Janusz Gajos, attore polacco
- 23 settembre - Armando Umberto Gianni, vescovo cattolico italiano
- 23 settembre - Joan Hanham, politica britannica († 2025)
- 23 settembre - Mohammed Lawal, ex calciatore nigeriano
- 23 settembre - Marvel Moreno, scrittrice colombiana († 1995)
- 23 settembre - Rolf Birger Pedersen, calciatore norvegese († 2001)
- 23 settembre - Erik Petersen, canottiere danese († 2025)
- 23 settembre - Rosario Priore, magistrato italiano
- 23 settembre - Anthony D. Smith, antropologo e sociologo britannico († 2016)
- 23 settembre - Sonny Vaccaro, dirigente d'azienda e docente statunitense
- 24 settembre - Frank Anger, schermidore statunitense († 2004)
- 24 settembre - Rolando Omar Benenzon, musicista e psichiatra argentino
- 24 settembre - Maurice Colbourne, attore britannico († 1989)
- 24 settembre - Steve Gammon, allenatore di calcio e ex calciatore gallese
- 24 settembre - Jacques Gestraud, ciclista su strada francese
- 24 settembre - Kunihiko Nakamura, ex cestista giapponese
- 24 settembre - Dieter Schwarz, imprenditore tedesco
- 24 settembre - Jacques Vallée, ufologo e astronomo francese
- 25 settembre - Leon Brittan, politico e avvocato britannico († 2015)
- 25 settembre - Camilo Diaz Gregorio, vescovo cattolico filippino († 2018)
- 25 settembre - Brad Euston, attore italiano († 1997)
- 25 settembre - Sandro Franchina, regista e attore italiano († 1998)
- 25 settembre - Bruno Gecchelin, designer e architetto italiano
- 25 settembre - Feroz Khan, attore, montatore e produttore cinematografico indiano († 2009)
- 25 settembre - Gianfranco Leoncini, calciatore e allenatore di calcio italiano († 2019)
- 25 settembre - Tonino Nardi, direttore della fotografia italiano († 1993)
- 25 settembre - Rinaldo Prandoni, paroliere, compositore e cantautore italiano
- 25 settembre - Ludwig Siebert, bobbista tedesco († 2016)
- 26 settembre - Annick Gendron, pittrice francese († 2008)
- 26 settembre - Mia Gommers, ex mezzofondista olandese
- 26 settembre - Olga Mikulášková, cestista cecoslovacca († 2025)
- 26 settembre - Adelardo Rodríguez, ex calciatore spagnolo
- 26 settembre - Melvyn Scott, calciatore inglese († 1997)
- 26 settembre - Ricky Tomlinson, attore britannico
- 27 settembre - Garrick Hagon, attore britannico
- 27 settembre - Giorgio Mazza, ex ostacolista italiano
- 27 settembre - Gianantonio Mazzocchin, politico italiano
- 27 settembre - Rogelio Melencio, cestista e allenatore di pallacanestro filippino († 1995)
- 27 settembre - Eugenia Scabini, psicologa italiana
- 27 settembre - Renate Schroeter, attrice tedesca († 2017)
- 27 settembre - Kathy Whitworth, golfista statunitense († 2022)
- 28 settembre - Mario Almerighi, magistrato e scrittore italiano († 2017)
- 28 settembre - Giordano Angelini, dirigente d'azienda e politico italiano
- 28 settembre - Franco Cribiori, ex ciclista su strada, pistard e dirigente sportivo italiano
- 28 settembre - Stuart Kauffman, biologo statunitense
- 28 settembre - Kurt Luedtke, sceneggiatore statunitense († 2020)
- 28 settembre - Jim Maguire, ex cestista canadese
- 28 settembre - Franco Mazzei, orientalista italiano († 2022)
- 28 settembre - Rrok Kola Mirdita, arcivescovo cattolico albanese († 2015)
- 28 settembre - Emil Petru, calciatore rumeno († 1995)
- 28 settembre - Juan Piris Frígola, vescovo cattolico spagnolo
- 28 settembre - Rubén Sosa, fumettista e illustratore argentino († 2007)
- 28 settembre - Adela Turin, scrittrice e editrice italiana († 2021)
- 28 settembre - Rudolph Walker, attore trinidadiano
- 29 settembre - Fikret Abdić, politico e imprenditore bosniaco
- 29 settembre - Antonio Barone, fisico italiano († 2011)
- 29 settembre - Jim Baxter, calciatore britannico († 2001)
- 29 settembre - Luigi Diberti, attore e doppiatore italiano
- 29 settembre - Larry Linville, attore statunitense († 2000)
- 29 settembre - Rhodri Morgan, politico gallese († 2017)
- 29 settembre - Antonio Paolucci, storico dell'arte, funzionario e museologo italiano († 2024)
- 29 settembre - Isabel Parra, cantautrice cilena
- 29 settembre - Werner Pochath, attore austriaco († 1993)
- 29 settembre - Art Williams, cestista statunitense († 2018)
- 30 settembre - Roberto Barni, pittore e scultore italiano
- 30 settembre - Albino Bizzotto, presbitero italiano
- 30 settembre - Len Cariou, attore canadese
- 30 settembre - Jean-Marie Lehn, chimico francese
- 30 settembre - Michael G. Morony, orientalista statunitense
- 30 settembre - Geri Palamara, cantautore e pittore italiano († 2025)
- 30 settembre - Mitchell Wolfson Jr., collezionista d'arte statunitense